# Zamek Tropsztyn

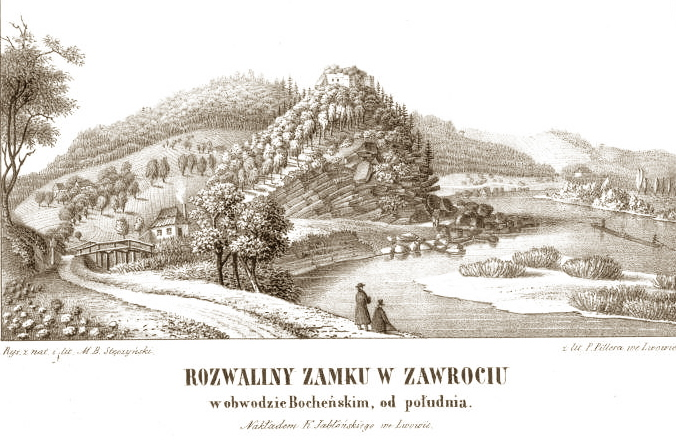
Zamek Tropsztyn-Rogstein na rysunku Macieja Bogusza Stęczyńskiego (1847)

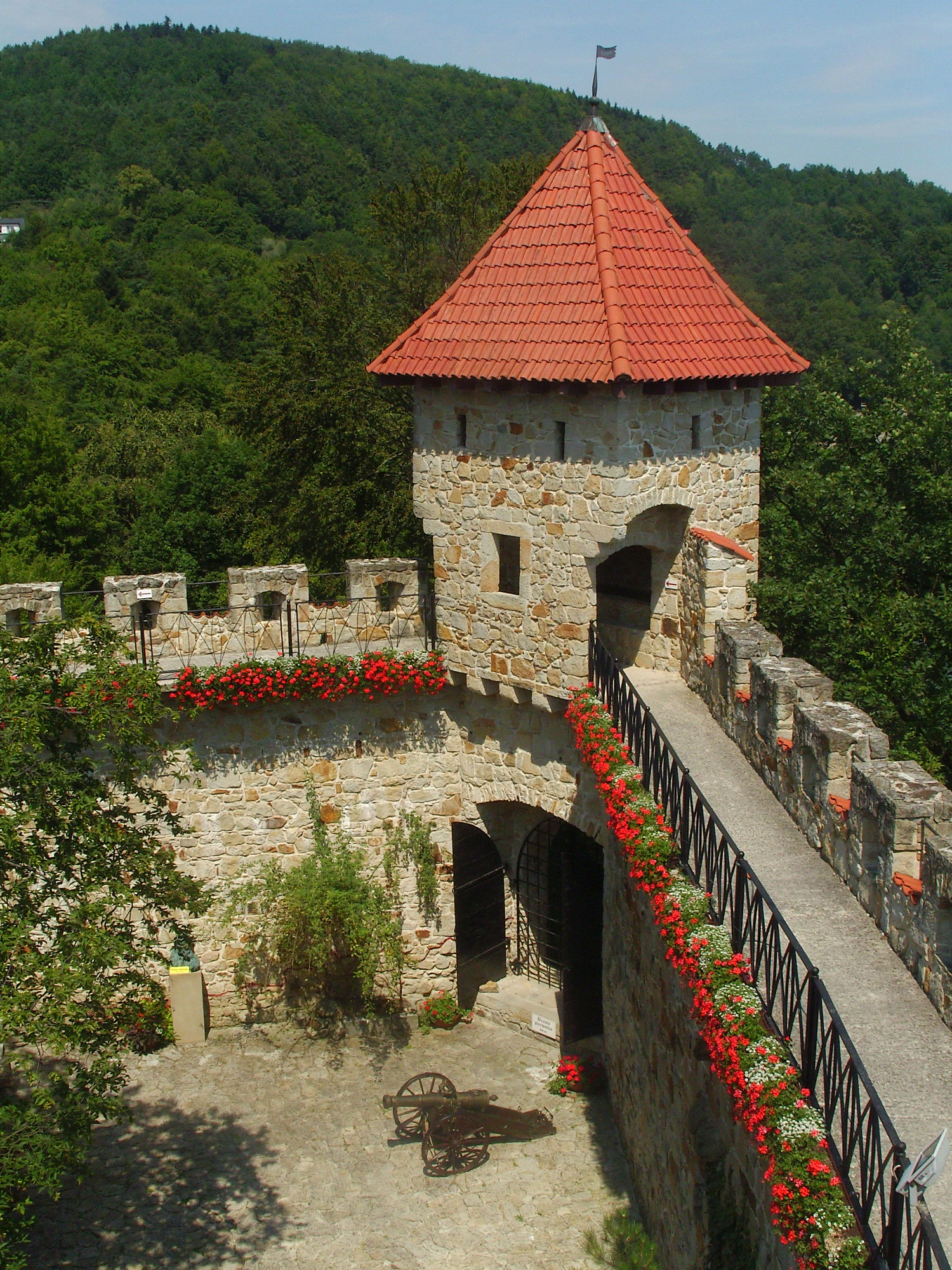
Zamek Tropsztyn

Zamek Tropsztyn – rekonstrukcja zamku obronnego wzniesiona na stromym półwyspie oblanym z trzech stron rzeką Dunajec w gminie Czchów. Historia zamku jest związana z położoną po przeciwległej stronie rzeki wsią Tropie.

## Historia
Warownia powstała przypuszczalnie w 1 połowie XIII wieku z inicjatywy rodu Ośmiorogów. Pierwsza wzmianka o niej pochodzi z 1231 roku. Pierwsze murowane zabudowania zamkowe powstały przypuszczalnie w wieku XIV.
Rycerz herbu Ośmioróg-Gierałt brał zwycięski udział w turniejach rycerskich na wielu dworach, w tym na dworze Filipa Luksemburskiego i Filipa Dobrego w Burgundii. Opiewano go w eposie rycerskim Antoine’a de Salle’a (1368–1464) /z okresu 1421–1426 / „Le petit Jean de Saintree”. Pisano o nim le Seigneur de Terg h Osmaróg” o krzyżu wyciętym w przeźrocze”. Epos ten śpiewany był na dworze Jadwigi i Jagiełły w Krakowie. Z tego też czasu pochodzi herb Roch III Gierałtowski własny.
Inna wzmianka pochodzi z 1390 roku i mówi o własności rycerza Chebdy z Tropsztyna herbu Starykoń (?) ożenionego z Zochną Gierałtówną herbu Ośmoróg-Gierałtów. Ród ten władał zamkiem przez 300 lat. W 1535 roku zamek został przymusowo oddany (nakaz królewski – kontrreformacja) przez Prokopa Chebdę kasztelanowi sandomierskiemu Piotrowi Kmicie. W 1541 roku zamek był własnością Robkowskich (spokrewnionych po kądzieli z Gierałtami). W 1556 roku był własnością rodu Gabańskich herbu Janina. W 1574 roku, w okresie kontrreformacji, zrujnowany przez właścicieli Rożnowa w związku z „napadami prowadzonymi z zamku”. W 1581 roku zamek należał do Łyczków, a w XVII wieku do Zborowskich. Już w 1608 roku zamek był opisywany jako ruina. W 1863 roku sądecki historyk Szczęsny Morawski przeprowadził na zamku pierwsze wykopaliska archeologiczne.
W 1970 roku właścicielem ruin zamku został Andrzej Benesz. Po 1993 roku przeprowadzono odbudowę zamku, a następnie udostępniono go zwiedzającym. W latach 1997–1998 zbudowano mury zewnętrzne oraz odtworzono bramę wschodnią. W latach 1998–1999 odtworzono kształt wtórnej bramy wjazdowej pochodzącej z XVI wieku.

## Architektura
I faza
W XIV wieku zamek składał się z kamiennego muru obwodowego i drewnianej zabudowy wewnątrz. Brama znajdowała się od północnego wschodu.
II faza
Na przełomie XIV/XV wieku od południa zbudowano gotycki budynek. Następnie powstała 5-kondygnacyjna wieża obronna od strony pn.-zachodniej.
III faza
W XVI wieku od strony północnej powstał nowy reprezentacyjny budynek mieszkalny. W tym czasie powstała nowa brama od strony zachodniej.

## Właściciele Tropia i Tropsztyna od 1231 r.
- 1231 – Dobroslav Osmorous de Tropsztin
- 1420 – Gniewomier de Tropstyn albo Tropie
- 1386 – Ośmioróg-Gierałtowie
- 1390–1535 – Chebdowie (po kądzieli Gierałtowie)
- 1535–1556 – Kmitowie (Piotr Kmita z Wiśnicza)
- 1556–1615 – Robakowscy-Gabańscy
- 1615 – Łyczkowie
- 1615–1624 – Zborowscy herbu Jastrzębiec
- 1624 – Błońscy herbu Biberstein

## Nazwa zamku
Od 1400 roku w dokumentach pojawiają się zamiennie zapisy o zamku zwanym również: Rostin, Rotsteyn, Roczsten, Rogsteen, Rosten, Rostin, Roscow (Rożków) będące piśmienniczym wariantem nazw Rożków i Tropsztyn. Dawny Tropsztyn określano również jako „zamek na Zawrociu” lub „w Wytrzyszczce”, „Rożków” oraz „Rogstein”.

## Herb Gierałtów
Herbem zamku oraz rodu Ośmiorogów-Gierałtów są cztery pęknięte strąki dzikiego grochu włoskiego, zwanego ciecierką. Jako formę graficzną tego znaku przyjęto uznawać w heraldyce stylizowany równoramienny krzyż z rozciętymi wzdłużnie ramionami. W herbarzach nazywany jest Gierałtem, jak również Ośmiorógiem, Osmorógiem, Ciecierzą oraz Rogami (Rogsteinem).

## Turystyka
Zamek dla zwiedzających czynny jest w lipcu i sierpniu. W pobliżu Tropsztyna nad Dunajcem znajdują się zamki w Czchowie (6 km), Rożnowie (5 km) i Melsztynie (16 km).

## Badania archeologiczne
- 1993, wykopaliska archeologiczne prowadzone na zlecenie Fundacji „Tropsztyn” przez archeologa Eligiusza Dworaczyńskiego. architekta Waldemara Niewaldę, historyk Halinę Rojkowską[4].